# Giuggianello
Giuggianello község (comune) Olaszország Puglia régiójában, Lecce megyében.

## Fekvése
A Salentói-félsziget déli részén fekszik, Otrantótól délnyugatra.

## Története
A település vidékét már az újkőkorszakban lakták erre utalnak az itt álló menhirek és dolmenek. A mai település a 9. században alakult ki, miután az arabok által elpusztított Muro Leccese lakóinak egy része erre a vidékre telepedtek át. A település a 11. századtól a Leccei Grófság része volt. 1806-ban vált önállóvá, amikor a Nápolyi Királyságban felszámolták a feudalizmust.

## Népessége
A népesség számának alakulása:

## Főbb látnivalói
- Sant’Antonio Abate-templom (18. század)
- Madonna dei Poveri-templom (17. század)
- Madonna della Serra-templom (17. század)
- Palazzo Frisari-Bozzi Colonna  (17-18. század)
- Menhirek és dolmenek